# Megachile adempta
Megachile adempta är en biart som beskrevs av Cockerell 1931. Megachile adempta ingår i släktet tapetserarbin, och familjen buksamlarbin. Inga underarter finns listade i Catalogue of Life.